# Вулиця Ярослава Мудрого (Біла Церква)
Ву́лиця Яросла́ва Му́дрого — центральна вулиця Білої Церкви.

## Загальна інформація
Вулиця має ім'я князя київського Ярослава Мудрого, засновника Юр'єва — попередника Білої Церкви.
Починається від Соборної площі на півдні та тягнеться на північ, до вулиці Київської. До 1992 року вони були однією вулицею, що починалася від Замкової гори, та у різні часи носила назви: Поштова, Київська, Максима Горького.
Рішенням Білоцерківського міськвиконкому від 21 серпня 1992 року вулицю Горького було перейменовано і при цьому розділено на дві частини. Першу, що належала старому місту, було названо вулицею Ярослава Мудрого. Іншій частині було повернено її попередню історичну назву — вулиця Київська.

## Сполучення з іншими вулицями
Вулиця Ярослава Мудрого має з'єднання або перехрестя з вулицями та площами:
| - вулиця Київська - вулиця Сквирське шосе - вулиця Привокзальна - вулиця Першотравнева - вулиця Григорія Ковбасюка - вулиця Гоголя - вулиця М'ясна - вулиця Северина Наливайка - вулиця Театральна | - Торгова площа - вулиця Преображенська - Соборна площа - Олександрійський бульвар - проспект Князя Володимира - вулиця Миколи Лозовика - бульвар Михайла Грушевського - вулиця Осипенко |

## Об'єкти
На вулиці, зокрема, знаходиться значна кількість державних установ та навчальних закладів:
- № 1 — ТЦ «Апельсин»
- № 2 — Білоцерківська районна рада
- № 14 — Готель «City Park Hotel»
- № 15 — Білоцерківська міська рада
- № 19/1 — Кінотеатр імені Довженка
- № 21/2 — Технолого-економічний коледж БНАУ
- № 35 — Білоцерківський гуманітарно-педагогічний коледж
- № 36 — Білоцерківський міськрайонний центр зайнятості
- № 37 — Київський обласний інститут післядипломної освіти педагогічних кадрів
- № 40 — ТРЦ «Гермес»
- № 49 — Білоцерківська міська лікарня № 1
- № 54 — Гімназія № 1
- № 56 — Білоцерківський обласний онкологічний диспансер
- № 61 — Білоцерківська філія ПАТ «Київоблгаз»
- № 66 — ТОВ «Завод пакувального обладнання „Термо-Пак“»

## Пам'ятки історії та архітектури
- Будівля колишньої Білоцерківської Великої хоральної синагоги

## Пам'ятники та меморіальні дошки
- Меморіальна дошка Максиму Горькому, ім'ям котрого називалася вулиця у 1939—1992 роках[2]
- Меморіальна дошка В'ячеславу Чорноволу

## Галерея

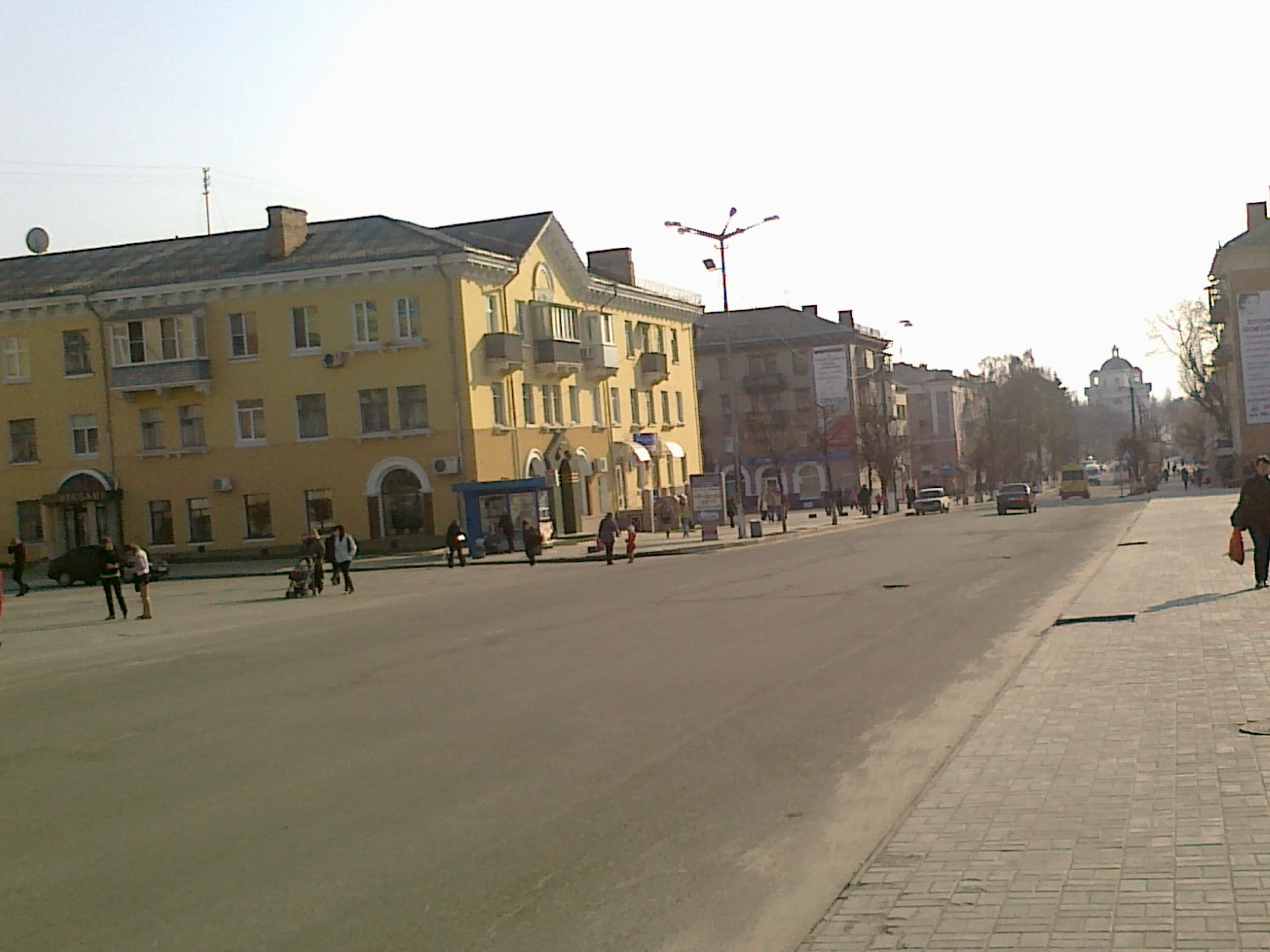
Загальний вид вулиці
Меморіальна дошка Горькому
Меморіальна дошка В'ячеславу Чорноволу
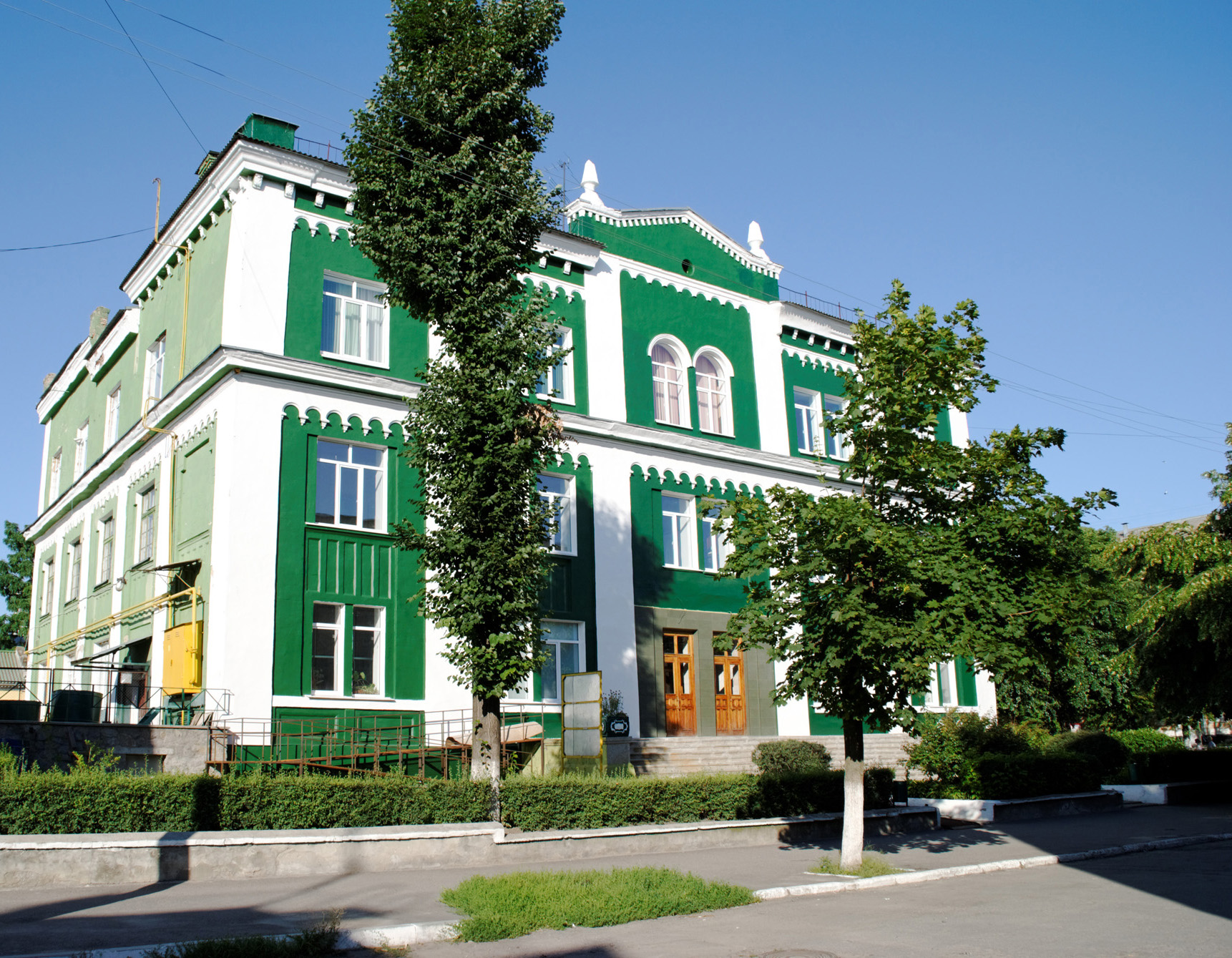
Колишня Велика хоральна синагога
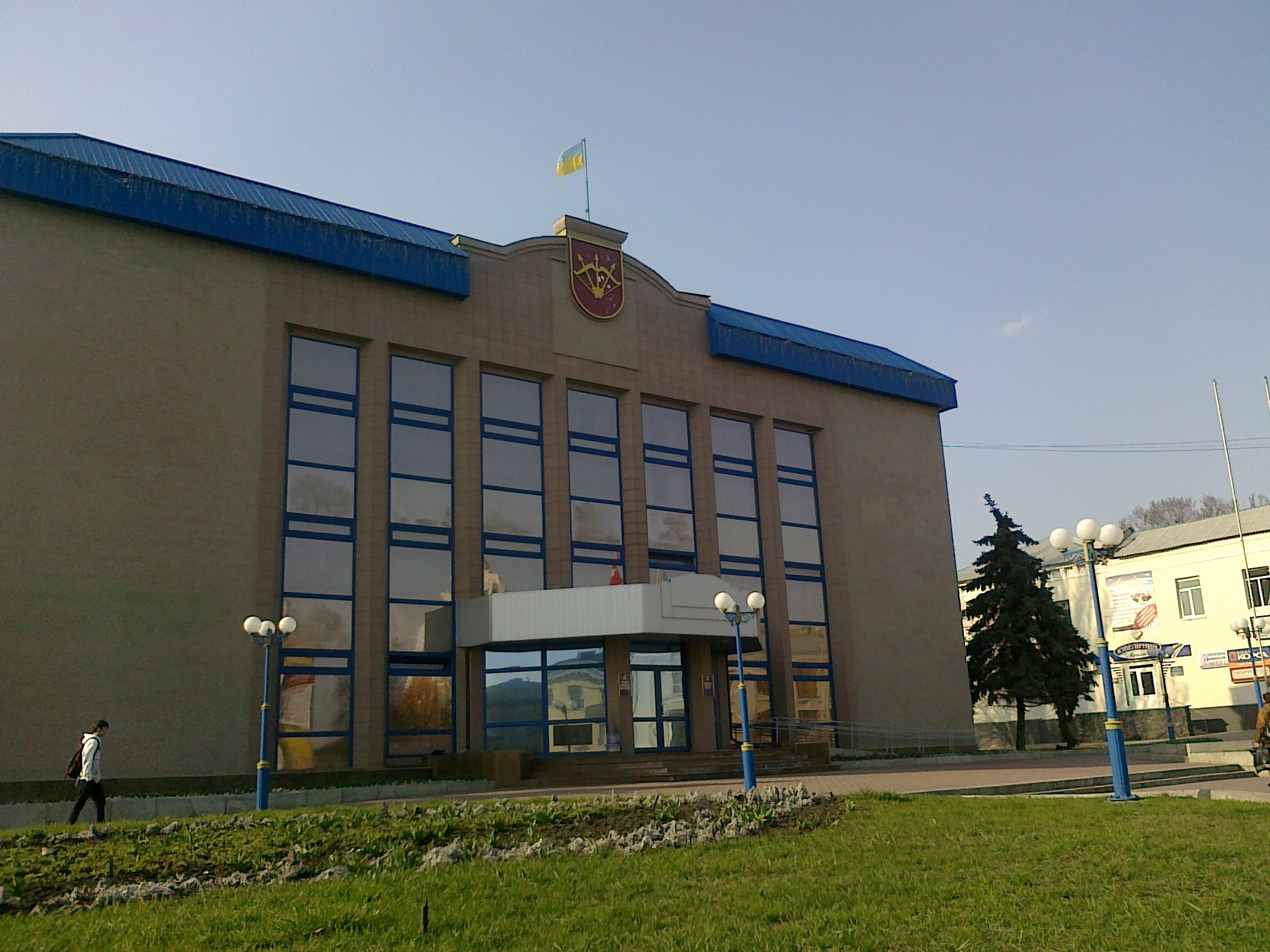
Білоцерківська міська рада
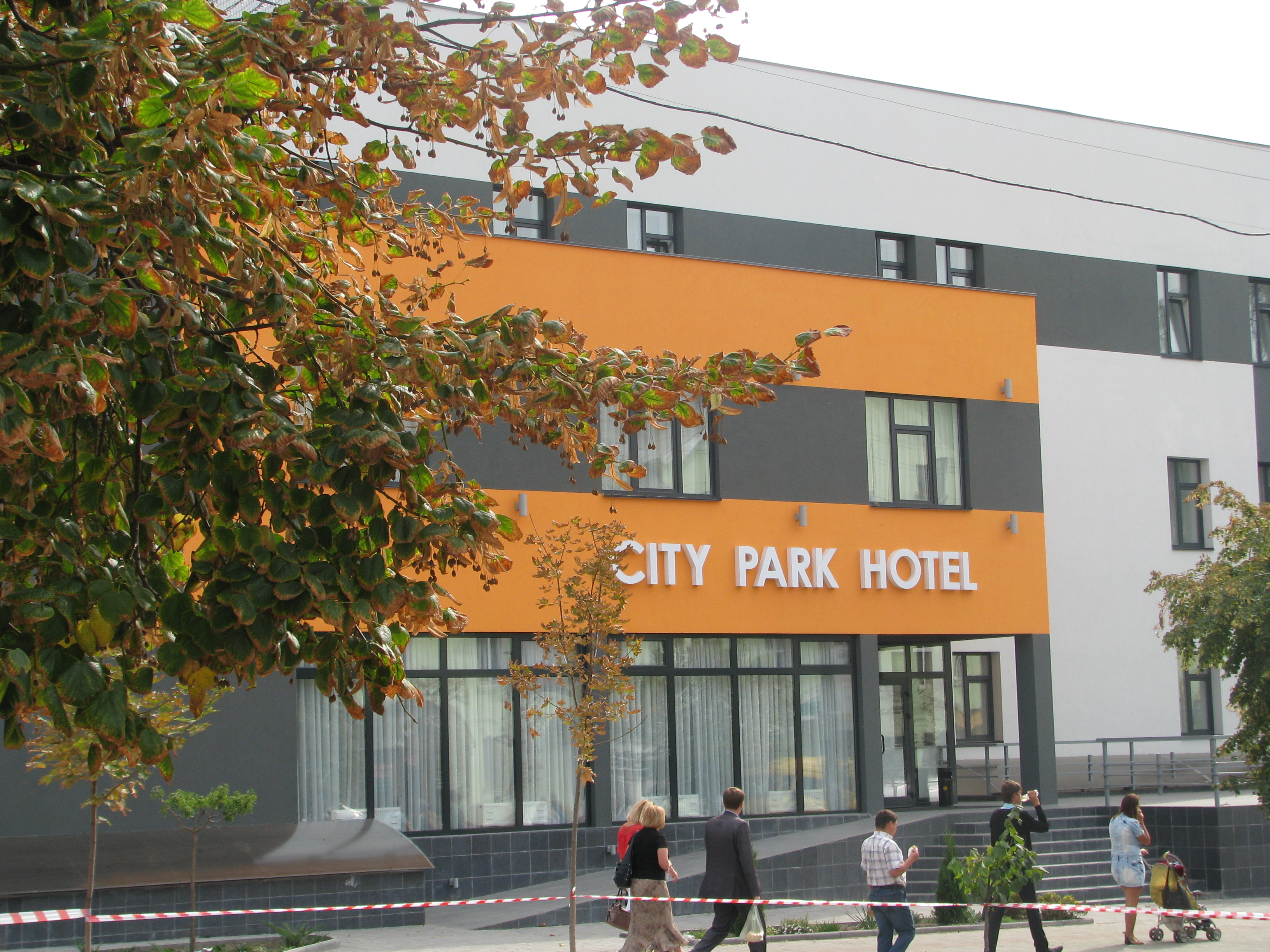
Готель «City Park Hotel»
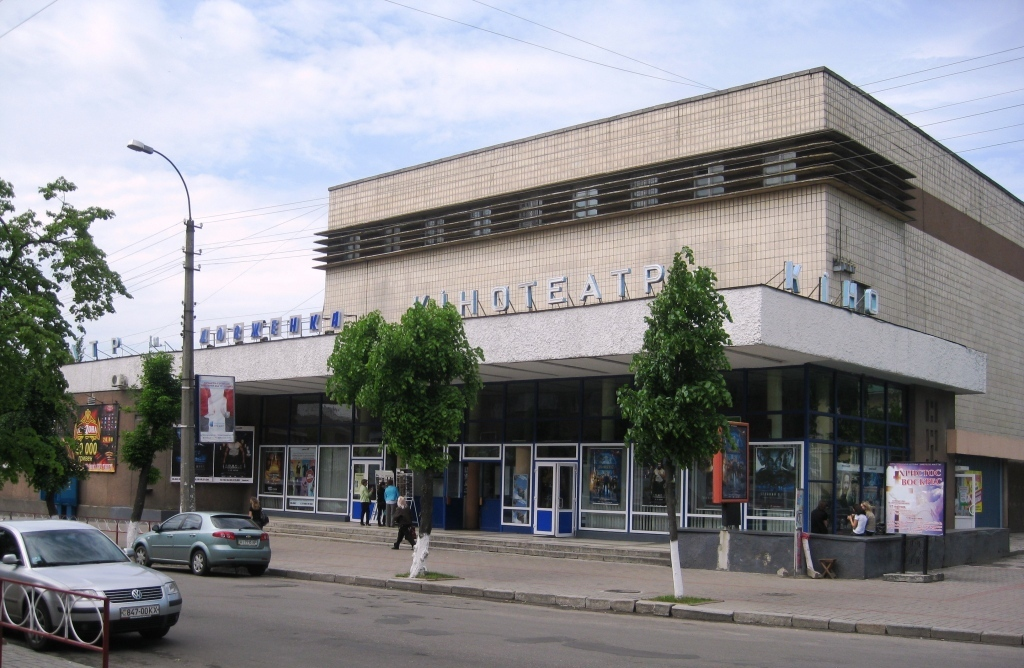
Кінотеатр ім. Олександра Довженка